# Bredene Koksijde Classic 2021
Bredene Koksijde Classic 2021 – 18. edycja wyścigu kolarskiego Bredene Koksijde Classic, która odbyła się 19 marca 2021 na trasie o długości niespełna 200 km z miasta Bredene do miejscowości Koksijde. Impreza kategorii 1.Pro była częścią UCI ProSeries 2021.

## Uczestnicy

### Drużyny
| WorldTeams (12)- Bora-Hansgrohe - Ineos Grenadiers - Lotto Soudal - Deceuninck-Quick Step - Qhubeka Assos - Cofidis - Israel Start-Up Nation - Trek-Segafredo - UAE Team Emirates - Team DSM - Groupama-FDJ - Intermarché-Wanty-Gobert Matériaux ProTeams (10)- Alpecin-Fenix - Arkéa-Samsic - Delko - Total Direct Énergie - Bardiani CSF Faizanè - Sport Vlaanderen-Baloise - B&B Hotels p/b KTM - Bingoal-WB - Uno-X Pro Cycling Team - Vini Zabù Continental teams (3)- Xelliss-Roubaix Lille Métropole - BEAT Cycling - Tarteletto-Isorex |
| |

## Klasyfikacja generalna
| \| Klasyfikacja generalna \| Klasyfikacja generalna \| Klasyfikacja generalna \| Klasyfikacja generalna \| Klasyfikacja generalna \| \| Kolarz \| Kolarz \| Państwo \| Drużyna \| Czas \| \| ---------------------- \| ---------------------- \| ---------------------- \| ---------------------- \| ---------------------- \| \| 1. \| Tim Merlier \| Belgia \| Alpecin-Fenix \| 4h 12' 43" \| \| 2. \| Mads Pedersen \| Dania \| Trek-Segafredo \| + 0" \| \| 3. \| Florian Sénéchal \| Francja \| Deceuninck-Quick Step \| + 0" \| \| 4. \| Tom Van Asbroeck \| Belgia \| Israel Start-Up Nation \| + 0" \| \| 5. \| Eduard-Michael Grosu \| Rumunia \| Delko \| + 0" \| \| 6. \| Stanisław Aniołkowski \| Polska \| Bingoal-WB \| + 0" \| \| 7. \| Max Walscheid \| Niemcy \| Qhubeka Assos \| + 0" \| \| 8. \| Bram Welten \| Holandia \| Arkéa-Samsic \| + 0" \| \| 9. \| Nils Politt \| Niemcy \| Bora-Hansgrohe \| + 0" \| \| 10. \| Cyril Lemoine \| Francja \| B&B Hotels p/b KTM \| + 0" \| |                       |          |                        |            |
| |                       |          |                        |            |
| Źródło: ProCyclingStats |                       |          |                        |            |
| Klasyfikacja generalna |                       |          |                        |            |
| Kolarz | Kolarz                | Państwo  | Drużyna                | Czas       |
| 1. | Tim Merlier           | Belgia   | Alpecin-Fenix          | 4h 12' 43" |
| 2. | Mads Pedersen         | Dania    | Trek-Segafredo         | + 0"       |
| 3. | Florian Sénéchal      | Francja  | Deceuninck-Quick Step  | + 0"       |
| 4. | Tom Van Asbroeck      | Belgia   | Israel Start-Up Nation | + 0"       |
| 5. | Eduard-Michael Grosu  | Rumunia  | Delko                  | + 0"       |
| 6. | Stanisław Aniołkowski | Polska   | Bingoal-WB             | + 0"       |
| 7. | Max Walscheid         | Niemcy   | Qhubeka Assos          | + 0"       |
| 8. | Bram Welten           | Holandia | Arkéa-Samsic           | + 0"       |
| 9. | Nils Politt           | Niemcy   | Bora-Hansgrohe         | + 0"       |
| 10. | Cyril Lemoine         | Francja  | B&B Hotels p/b KTM     | + 0"       |